# Jonathan Viera
Jonathan Viera Ramos (Las Palmas de Gran Canaria, Las Palmas; 21 de octubre de 1989) es un futbolista español que juega como interior o mediapunta en la U. D. Las Palmas de la Segunda División de España.

## Trayectoria

### U. D. Las Palmas
Viera llegó a la cadena de filiales de la U. D. Las Palmas en 2005 con 15 años como cadete desde el Atlético Feria. En la temporada 2008-09 se integró a la plantilla de Las Palmas "C", segundo filial del club, en aquel momento en regional Preferente. A mitad de temporada dio el salto a la Segunda División B con Las Palmas Atlético. La siguiente temporada continuó en el filial ahora en tercera, renovando su contrato con el club el 17 de febrero de 2010, hasta 2013.
En la temporada 2010-11 pasó a ser profesional con el primer equipo de la U. D. Las Palmas, y debutó en Segunda División como titular en la primera jornada contra el Nàstic, partido que finalizó con un 3-2 favorable a su equipo. Sus buenas actuaciones desatan los rumores de salida del club publicándose el supuesto interés de diversos equipos que seguían sus evoluciones. Entre esos clubes se citaban los ingleses Arsenal F. C. y Tottenham Hotspur o los españoles Real Madrid, F. C. Barcelona, Atlético de Madrid, Osasuna o Sevilla F. C..
A pesar de los rumores comienza la temporada 2011-12 en el club canario. En el mercado invernal el club anuncia su traspaso al Granada C. F., sin embargo el jugador rechaza la operación y decide terminar la temporada en la U. D. Las Palmas. El 5 de mayo de 2012, se oficializa su fichaje por el Valencia C. F. para la temporada 2012-13 por una cantidad de 2,5 millones de €. El 11 de mayo, a falta de cinco partidos para concluir la temporada de segunda, disputó su último partido con el equipo amarillo en el Estadio de Gran Canaria frente al F. C. Cartagena.

### Valencia C. F.
El 16 de mayo de 2012 llegó a Valencia y al día siguiente pasó la revisión médica con el Valencia Club de Fútbol. Días antes Braulio Vázquez, director deportivo del club valencianista, confirmó que Jonathan no sería cedido y se incorporaría a la primera plantilla en la temporada 2012-13. Su primer gol fue en el trofeo amistoso "Ciudad de Alcoy" disputado frente al C. D. Alcoyano el 6 de septiembre, pero su primer gol oficial fue el 29 de septiembre en Mestalla ante el Real Zaragoza en la victoria valencianista por 2-0 en la 6.ª jornada. Su siguiente gol fue ante el R. C. D. Español en la 12.ª jornada, pero poco a poco fue contando con menos minutos con Pellegrino, y en la segunda vuelta contó muy poco para Valverde.

### Rayo Vallecano
Tras hacer la pretemporada 2013-14 con el Valencia C. F. de Đukić y ser uno de los futbolistas destacados en los encuentros amistosos del equipo che, el 30 de agosto de 2013 se anunció su cesión al Rayo Vallecano por una temporada sin opción de compra, donde el técnico Paco Jémez le dio oportunidades al comienzo pero luego poco a poco fue tomando un protagonismo mucho más secundario en el equipo, que finalmente logró el objetivo de la permanencia en Primera División.

### Standard de Lieja
El verano de 2014 se reincorporó al Valencia C. F., en el nuevo proyecto del técnico Nuno Espírito Santo, con el que hace la pretemporada, pero, de nuevo, tras destacar en partidos amistosos, el técnico decide no contar con él y debe entrenar al margen, junto con otros descartes del equipo. Rechaza opciones como una posible cesión al Eibar y finalmente el 1 de septiembre rescinde su contrato con el Valencia y ficha por el Standard de Lieja de la liga belga.

### Regreso a Las Palmas
El 19 de diciembre de 2014 la Unión Deportiva Las Palmas hace oficial el acuerdo con el Standard de Lieja para la cesión del jugador hasta el 30 de junio de 2015. Al final de la temporada, en la que se consiguió el ascenso a Primera División, Viera fue adquirido por la U. D. Las Palmas, firmando un contrato por tres años.
En el verano de 2016 amplió su contrato hasta 2021. En el verano de 2017 se rumoreó su salida del club rumbo a la Premier League, finalmente rechaza las ofertas y continua en su ciudad natal.

### Beijing Guoan
El 19 de febrero de 2018 dejó la U. D. Las Palmas para fichar por tres años el Beijing Guoan de la Superliga de China. El coste de la operación no fue hecho oficial por los clubes implicados, pero la prensa especuló sobre una cantidad cercana a los 23 millones de euros.

### Vuelta a Las Palmas: cesión y fichaje
En septiembre de 2019 volvió a la U. D. Las Palmas como cedido hasta diciembre de 2019. En enero de 2020 volvió a China, pero la pandemia de COVID-19 le impidió apenas jugar en todo el 2020. En mayo de 2021 se lesiona y vuelve a dejar de jugar. De esta manera el 23 de agosto de 2021 rescindió con el Beijing Guoan, para volver a la Unión Deportiva Las Palmas firmando por 5 temporadas.
En la temporada 2022-23 consiguió el ascenso de nuevo a Primera División. La temporada siguiente dejó de jugar por circunstancias extradeportivas y el 14 de diciembre de 2023 se desvinculó del club.

### U. D. Almería
El 6 de febrero de 2024 se incorporó al U. D. Almería de la Primera División de España, firmando hasta 2025. Debutó en la jornada 25 en Granada y total disputó doce partidos, todos ellos como titular, realizando tres asistencias. El 15 de julio de 2024 rescindió el año que le quedaba con el club indálico.

### Segundo periplo asiático y cuarto retorno a la U. D.
El 17 de julio, dos días más tarde de su desvinculación del Almería, fue presentado como nuevo jugador del Khor Fakkan de la liga Emiratí. La aventura en los Emiratos duró solo dos meses y tras cinco partidos, el 28 de septiembre rescindió su contrato alegando "motivos familiares". Estuvo sin equipo hasta el 5 de febrero de 2025 cuando fichó por el Johor Darul de la Superliga de Malasia. Disputó cuatro partidos de la Liga de Campeones asiática y dejó el club en junio.
El 12 de julio de 2025 fichó de nuevo por la U. D. Las Palmas, iniciando su quinta etapa amarilla ahora en Segunda División.

## Selección
El 18 de marzo de 2011 Viera fue convocado por primera vez para formar parte de la selección de fútbol sub-21 de España, con vistas al enfrentamiento contra la selección de Bielorrusia, el 28 de marzo en Alcalá de Henares. Su debut desde la suplencia se produjo el minuto 84 de dicho partido.
En octubre de 2017 fue convocado por primera vez con la selección absoluta para los partidos clasificatorios para el Mundial de Rusia de 2018 contra la selección de Albania e Israel. Su debut se produjo como titular en el segundo partido disputado en el Teddy Kollek israelí.

## Estadísticas
Actualizado al último partido disputado el 11 de abril de 2025.
| Club                         | Temporada     | Div.          | Liga  | Liga  | Liga   | Copas | Copas | Copas  | Internacional | Internacional | Internacional | Total | Total | Total  | Media goleadora |
| Club                         | Temporada     | Div.          | Part. | Goles | Asist. | Part. | Goles | Asist. | Part.         | Goles         | Asist.        | Part. | Goles | Asist. | Media goleadora |
| ---------------------------- | ------------- | ------------- | ----- | ----- | ------ | ----- | ----- | ------ | ------------- | ------------- | ------------- | ----- | ----- | ------ | --------------- |
| Las Palmas Atlético · España | 2008-09       | 2.ª B         | 12    | 1     | 0      | –     | –     | –      | –             | –             | –             | 12    | 1     | 0      | 0.08            |
| Las Palmas Atlético · España | 2009-10       | 3.ª           | 30    | 16    | 0      | –     | –     | –      | –             | –             | –             | 30    | 16    | 0      | 0.53            |
| Las Palmas Atlético · España | Total club    | Total club    | 42    | 17    | 0      | 0     | 0     | 0      | 0             | 0             | 0             | 20    | 6     | 0      | 0.40            |
| U. D. Las Palmas · España    | 2010-11       | 2.ª           | 31    | 7     | 0      | –     | –     | –      | –             | –             | –             | 31    | 7     | 0      | 0.23            |
| U. D. Las Palmas · España    | 2011-12       | 2.ª           | 29    | 9     | 2      | –     | –     | –      | –             | –             | –             | 29    | 9     | 2      | 0.31            |
| U. D. Las Palmas · España    | Total club    | Total club    | 60    | 16    | 2      | 0     | 0     | 0      | 0             | 0             | 0             | 60    | 16    | 2      | 0.27            |
| Valencia C. F. · España      | 2012-13       | 1.ª           | 18    | 2     | 3      | 5     | 0     | 0      | 3             | 0             | 1             | 26    | 2     | 4      | 0.08            |
| Valencia C. F. · España      | 2013-14       | 1.ª           | 1     | 0     | 0      | –     | –     | –      | –             | –             | –             | 1     | 0     | 0      | 0               |
| Valencia C. F. · España      | Total club    | Total club    | 19    | 2     | 3      | 5     | 0     | 0      | 3             | 0             | 1             | 27    | 2     | 4      | 0.07            |
| Rayo Vallecano · España      | 2013-14       | 1.ª           | 26    | 5     | 7      | 2     | 0     | 0      | –             | –             | –             | 28    | 5     | 0      | 0.18            |
| Rayo Vallecano · España      | Total club    | Total club    | 26    | 5     | 7      | 2     | 0     | 0      | 0             | 0             | 0             | 28    | 5     | 7      | 0.18            |
| Standard Lieja · Bélgica     | 2014-15       | 1.ª           | 3     | 0     | 0      | 1     | 0     | 0      | 3             | 1             | 0             | 7     | 1     | 0      | 0.14            |
| Standard Lieja · Bélgica     | Total club    | Total club    | 3     | 0     | 0      | 1     | 0     | 0      | 3             | 1             | 0             | 7     | 1     | 0      | 0.14            |
| U. D. Las Palmas · España    | 2014-15       | 2.ª           | 21    | 7     | 4      | –     | –     | –      | –             | –             | –             | 21    | 7     | 4      | 0.33            |
| U. D. Las Palmas · España    | 2015-16       | 1.ª           | 36    | 10    | 8      | 2     | 0     | 0      | –             | –             | –             | 38    | 10    | 8      | 0.26            |
| U. D. Las Palmas · España    | 2016-17       | 1.ª           | 31    | 7     | 8      | 2     | 0     | 1      | –             | –             | –             | 33    | 7     | 9      | 0.21            |
| U. D. Las Palmas · España    | 2017-18       | 1.ª           | 23    | 4     | 3      | 2     | 0     | 2      | –             | –             | –             | 25    | 4     | 5      | 0.16            |
| U. D. Las Palmas · España    | Total club    | Total club    | 171   | 44    | 25     | 6     | 0     | 3      | 0             | 0             | 0             | 177   | 44    | 28     | 0.25            |
| Beijing Guoan China          | 2017-18       | 1.ª           | 27    | 11    | 12     | 7     | 5     | 3      | –             | –             | –             | 34    | 16    | 15     | 0.47            |
| Beijing Guoan China          | 2018-19       | 1.ª           | 17    | 8     | 6      | 2     | 0     | 1      | 5             | 0             | 1             | 24    | 8     | 8      | 0.33            |
| Beijing Guoan China          | 2019-20       | 1.ª           | 18    | 3     | 3      | 1     | 0     | 0      | 8             | 2             | 4             | 27    | 5     | 7      | 0.19            |
| Beijing Guoan China          | Total club    | Total club    | 62    | 22    | 21     | 10    | 5     | 4      | 13            | 2             | 5             | 85    | 29    | 30     | 0.34            |
| U. D. Las Palmas · España    | 2019-20       | 2.ª           | 13    | 10    | 3      | –     | –     | –      | –             | –             | –             | 13    | 10    | 3      | 0.77            |
| U. D. Las Palmas · España    | Total club    | Total club    | 184   | 54    | 28     | 6     | 0     | 3      | 0             | 0             | 0             | 190   | 54    | 31     | 0.28            |
| Beijing Guoan China          | 2020-21       | 1.ª           | 3     | 0     | 0      | –     | –     | –      | –             | –             | –             | 3     | 0     | 0      | 0               |
| Beijing Guoan China          | Total club    | Total club    | 65    | 22    | 21     | 10    | 5     | 4      | 13            | 2             | 5             | 88    | 29    | 30     | 0.33            |
| U. D. Las Palmas · España    | 2021-22       | 2.ª           | 34    | 14    | 6      | –     | –     | –      | –             | –             | –             | 34    | 14    | 6      | 0.41            |
| U. D. Las Palmas · España    | 2022-23       | 2.ª           | 32    | 7     | 3      | –     | –     | –      | –             | –             | –             | 32    | 7     | 3      | 0.22            |
| U. D. Las Palmas · España    | 2023-24       | 1.ª           | 9     | 2     | 1      | –     | –     | –      | –             | –             | –             | 9     | 2     | 1      | 0.22            |
| U. D. Las Palmas · España    | Total club    | Total club    | 259   | 77    | 38     | 6     | 0     | 3      | 0             | 0             | 0             | 265   | 77    | 41     | 0.29            |
| U. D. Almería · España       | 2023-24       | 1.ª           | 11    | 0     | 2      | –     | –     | –      | –             | –             | –             | 11    | 0     | 2      | 0               |
| U. D. Almería · España       | Total club    | Total club    | 11    | 0     | 2      | 0     | 0     | 0      | 0             | 0             | 0             | 11    | 0     | 2      | 0               |
| Khor Fakkan Club · EAU       | 2024-25       | 1.ª           | 3     | 2     | 0      | 2     | 0     | 0      | –             | –             | –             | 5     | 2     | 0      | 0.4             |
| Khor Fakkan Club · EAU       | Total club    | Total club    | 3     | 2     | 0      | 2     | 0     | 0      | 0             | 0             | 0             | 5     | 2     | 0      | 0.4             |
| Johor Darul Malasia          | 2024-25       | 1.ª           | –     | –     | –      | –     | –     | –      | 4             | 0             | 0             | 4     | 0     | 0      | 0               |
| Johor Darul Malasia          | Total club    | Total club    | 0     | 0     | 0      | 0     | 0     | 0      | 4             | 0             | 0             | 4     | 0     | 0      | 0               |
| U. D. Las Palmas · España    | 2025-26       | 2.ª           |       |       |        |       |       |        | –             | –             | –             |       |       |        |                 |
| U. D. Las Palmas · España    | Total club    |               |       |       |        |       |       |        |               |               |               |       |       |        |                 |
| Total carrera                | Total carrera | Total carrera | 428   | 125   | 71     | 26    | 5     | 7      | 23            | 3             | 6             | 465   | 122   | 84     | 0.26            |
| 1. 2. 3.                     |               |               |       |       |        |       |       |        |               |               |               |       |       |        |                 |

### Hat-tricks
Partidos en los que anotó tres o más goles:
| N.º | Fecha     | Estadio                            | Partido                                | Goles | Resultado | Competición                        |
| --- | --------- | ---------------------------------- | -------------------------------------- | ----- | --------- | ---------------------------------- |
| 1   | 15-5-2011 | Mini Estadi, Barcelona             | F. C. Barcelona "B" - U. D. Las Palmas | 3     | 3 - 5     | Segunda División de España 2010-11 |
| 2   | 28-4-2019 | Estadio de los Trabajadores, Pekín | Beijing Guoan - Dalian Yifang          | 3     | 4 - 1     | Superliga de China 2019            |

Actualizado el 23 de noviembre de 2021

## Palmarés

### Torneos oficiales
| Título                  | Equipo        | Año  |
| ----------------------- | ------------- | ---- |
| Copa de China de fútbol | Beijing Guoan | 2018 |

### Distinciones individuales
| Distinción                                                     | Año  |
| -------------------------------------------------------------- | ---- |
| Mejor jugador del XVII Torneo de Fútbol Juvenil Villa De Adeje | 2008 |
| Mejor jugador del mes de mayo LaLiga Smart-Bank                | 2022 |
| Mejor jugador del mes de octubre de LaLiga Smart-Bank          | 2022 |